# Federico Luis de Hohenlohe-Ingelfingen
El Príncipe Federico Luis de Hohenlohe-Ingelfingen (en alemán: Friedrich Ludwig Fürst zu Hohenlohe-Ingelfingen, 31 de enero de 1746 - 15 de febrero de 1818) fue un general prusiano.

## Biografía
Federico Luis fue el hijo mayor de Enrique Augusto, 1.º Príncipe de Hohenlohe-Ingelfingen. Empezó su carrera militar de niño, sirviendo contra los prusianos en los últimos años de la guerra de los Siete Años. Entrando en el Ejército prusiano después de la paz, fue como resultado de su rango principesco, hecho mayor de principio; y en 1775 fue elevado a teniente-coronel. En 1778 Federico Luis tomó parte en la guerra de Sucesión Bávara y sobre el mismo año fue hecho coronel. Brevemente antes de la muerte del rey Federico el Grande fue promovido al rango de mayor general y seleccionado como jefe de regimiento. Por algunos años el príncipe sirvió en la guarnición de Breslau, hasta que en 1791 fue hecho gobernador de Berlín. En 1794 comandó un cuerpo en el ejército prusiano en el Rin y se distinguió en gran medida en muchos compromisos, particularmente en la batalla de Kaiserslautern el 20 de septiembre.
Federico Luis era en ese tiempo el soldado más popular del ejército prusiano. Blücher escribió de él que era un líder de quien el ejército prusiano podía estar orgulloso. Sucedió a su padre en el principado, y adquirió territorios adicionales por su matrimonio con la hija del Conde von Hoym. En 1806 Federico Luis, ahora como general de infantería, fue seleccionado para comandar el ala izquierda de las fuerzas prusianas opuestas a Napoleón, teniendo bajo su mando al Príncipe Luis Fernando de Prusia; pero, sintiendo que su carrera había sido la de un príncipe y no la de un soldado profesional, permitió a su intendente-general, el incompetente oberst (coronel) Christian Karl August Ludwig von Massenbach, influenciarle debidamente. Pronto estallaron disputas entre Hohenlohe y el comandante en jefe, el Duque de Brunswick, los ejércitos marcharon de acá para allá sin resultados efectivos, y finalmente el ejército de Federico Luis fue casi destruido por Napoleón en la batalla de Jena el 14 de octubre de 1806.
El príncipe desplegó su usual valentía personal en la batalla, y se manejó para reunir a una porción de su cuerpo cerca de Erfurt, donde se retiró a Prusia. Pero los perseguidores lo siguieron de cerca y el mariscal Joachim Murat con sus fuerzas interceptaron a su cuerpo en Prenzlau. En la mañana del 28 de octubre, quince días después de Jena y tres semanas después del inicio de las hostilidades, Hohenlohe rechazó dos demandas francesas de rendición. Sin embargo, el combate inicial se desarrolló contra los prusianos en la batalla de Prenzlau. Massenbach, quien había ido a negociar con los franceses, de repente volvió con las noticias de que los franceses los tenían completamente rodeados, lo que era inveraz. Influenciado por su jefe de Estado Mayor y convencido por Murat "por su honor" que 100.000 franceses rodeaban a sus fuerzas, Hohenlohe capituló con 10.000 hombres (de hecho, Murat no tenía más de 12.000 cerca de Prenzlau, incluyendo solo 3.000 de infantería).
La antigua popularidad de Federico Luis y su influencia en el ejército tuvieron ahora el peor efecto posible, los comandantes de guarnición descorazonados siguieron su ejemplo. La capitulación de Pasewalk ocurrió el 29 de octubre, la capitulación de Stettin en la noche del 29-30 de octubre, y Küstrin se rindió el 1 de noviembre. Antes de que hubiera terminado noviembre, el sitio de Magdeburgo terminaba en capitulación. Al oeste del río Elba, los sitios de Hameln, Nienburg, y Plassenburg también terminaron mal para los prusianos.
Después de dos años como prisionero de guerra en Francia, Federico Luis se retiró a sus propiedades, viviendo en una autoimpuesta oscuridad hasta su muerte. En agosto de 1806, justo antes de que estallara la guerra de la Cuarta Coalición, hubo renunciado al principado en favor de su primogénito, no deseando convertirse en un gobernante mediatizado bajo suzeranía de Wurtemberg.
Federico Luis murió en Slawentzitz en Alta Silesia en 1818.

## Matrimonio e hijos
El 8 de abril de 1782 en Gleina, se casó con la Condesa María Amalia Cristiana Carlota Luisa Ana von Hoym (1763-1840), hija del Conde Julio Gebhard von Hoym (f. 1769) y de su esposa, Cristiana Carlota von Dieskau, posteriormente Princesa von der Osten-Sacken (1733-1811). Tuvieron los siguientes hijos:
- Príncipe Augusto de Hohenlohe-Ingelfingen; casado con Luisa de la Casa de Wurtemberg (1789-1851), con descendencia.
- Princesa Adelaida de Hohenlohe-Ingelfingen (1787-1858), casada con el Príncipe Jorge Luis Mauricio de Hohenlohe-Kirchberg (1786-1836), sin descendencia.
- Princesa Emilia de Hohenlohe-Ingelfingen (1788-1859), casada con el Conde Alberto Augusto Luis de Erbach-Fürstenau (1787-1851), con descendencia.
- Príncipe Guillermo Luis Eduardo de Hohenlohe-Ingelfingen (1789-1790).
- Princesa Augusta de Hohenlohe-Ingelfingen (1793-1821), casada con el Landgrave Carlos de Hesse-Philippsthal-Barchfeld, con descendencia.
- Príncipe Luis Carlos de Hohenlohe-Ingelfingen (1794-1794).
- Príncipe Adolfo de Hohenlohe-Ingelfingen, casado con la Princesa Luisa de Hohenlohe-Langenburg (1799-1881), con descendencia.
- Príncipe Alejandro de Hohenlohe-Ingelfingen (1798-1829)